# FC Suhareka
Football Club Suhareka – kosowski klub piłkarski mający swoją siedzibę w Suva Reka. Występuje w Superliga e Kosovës, najwyższym szczeblu piłkarskim w Kosowie.

## Historia
FC Suhareka został założony 5 czerwca 2023 poprzez wykupienie przez grupę inwestorów klubu z miasta Prizren – FC A&N. W sezonie 2023/2024 zajęli pierwsze miejsce w grupie A Liga e Parë i awansowali do Superliga e Kosovës.

## Stadion
FC Suhareka rozgrywa swoje mecze na Stadiumi i Qytetit të Suharekës.

## Skład
Stan na 21 września 2024
| Nr | Poz. | Piłkarz            |
| -- | ---- | ------------------ |
| 1  | BR   | Betim Halimi       |
| 2  | OB   | Donat Hasanaj      |
| 4  | OB   | Hysen Memolla      |
| 5  | OB   | Alpi Shahini       |
| 6  | PO   | Andi Koshi         |
| 7  | PO   | Lorik Boshnjaku    |
| 8  | PO   | Fitim Susuri       |
| 9  | NA   | Mevlan Zeka        |
| 10 | PO   | Endrit Krasniqi    |
| 11 | NA   | Jakup Berisha      |
| 12 | BR   | Eurolind Avdimetaj |
| 13 | OB   | Rudolf Turkaj      |
| 14 | NA   | Adem Maliqi        |
| 16 | PO   | Blend Krasniqi     |

| Nr | Poz. | Piłkarz             |
| -- | ---- | ------------------- |
| 17 | PO   | Argtim Ismaili      |
| 18 | PO   | Arvanit Rexhaj      |
| 20 | NA   | Gaira Joof          |
| 21 | OB   | Fuad Ajvazi         |
| 22 | PO   | Eneid Kodra         |
| 23 | NA   | Ajdin Nukić         |
| 26 | BR   | Oytun Özdoğan       |
| 30 | NA   | Liridon Fetahaj     |
| 70 | NA   | Alden Škrijelj      |
| 88 | OB   | Nikola Stijepović   |
| 99 | OB   | Yll Hoxha (kapitan) |
|    | NA   | Durim Gashi         |
|    | NA   | Denis Stajki        |
|    | NA   | Arian Telaku        |

## Sukcesy
- Liga e Parë (1x): 2023/2024